# 桂林风土记
《桂林风土记》是唐代莫休符著，是现存较早的桂林地情专著，也是桂林有史料记载的最早的地方志。曾经被编入《四库全书》，原書有三卷，现在僅存一卷，共有1萬5000字。 
作者以詩文記遊，文字典雅。